# Terrapene
As tartarugas-de-caixa-norte-americanas são tartarugas do gênero Terrapene. Embora as tartarugas-de-caixa sejam superficialmente semelhantes às tartarugas da família Testudinidae em termos de hábitos terrestres e aparência geral, elas são, na verdade, membros da família das tartarugas Emydidae. Os 12 táxons que se distinguem no gênero estão distribuídos em sete espécies. Caracterizam-se principalmente por terem um casco abobadado que é articulado na parte inferior, permitindo que o animal retraia a cabeça e as pernas e feche bem o casco para se proteger de predadores.

## Taxonomia e genética
O nome do gênero Terrapene foi cunhado por Blasius Merrem em 1820 como um gênero separado de Emys [en], descrevendo as espécies que tinham um esterno separado em duas ou três divisões e que podiam mover essas partes independentemente. Ele colocou nesse gênero, entre outras, Terrapene boscii (agora aceita como  Kinosternon subrubrum) e  Terrapene carolina (mas sob o nome Terrapene clausa). Além disso, várias tartarugas-de-caixa-asiáticas do gênero Cuora [en] foram classificadas anteriormente dentro do gênero Terrapene; por exemplo, Terrapene bicolor (agora Cuora amboinensis) e Terrapene culturalia (agora Cuora flavomarginata [en]). Atualmente, 7 espécies são classificadas dentro do gênero e 12 táxons são distinguidos:
- Tartaruga-de-caixa, Terrapene carolina (Lineu, 1758) (espécie-tipo)[2]
  -  Tartaruga-de-caixa-da-Flórida, Terrapene carolina bauri (Taylor, 1895)
  -  Tartaruga-de-caixa-oriental, Terrapene carolina carolina (Lineu, 1758)
  - Tartaruga-de-caixa-do-Golfo [en], Terrapene carolina major (Agassiz, 1857)
  - Terrapene carolina putnami (Hay [en], 1906) (extinta)[4]
- Tartaruga-de-caixa-de-três-dedos [en], Terrapene triunguis (Agassiz, 1857)
- Terrapene coahuila (Schmidt & Owens, 1944)
- Tartaruga-de-caixa-mexicana [en], Terrapene mexicana (Gray, 1849)
- Terrapene nelsoni [en] (Stejneger [en], 1925)
  - Terrapene nelsoni klauberi [en] (Bogert [en], 1943)
  - Terrapene nelsoni nelsoni [en] (Stejneger, 1925)
- Tartaruga-de-caixa-ornada [en], Terrapene ornata, (Agassiz, 1857)
  - Terrapene ornata ornata [en] (Agassiz, 1857)
  - Terrapene ornata luteola [en] (Smith [en] & Ramsey, 1952)
- Tartaruga-de-caixa-de-Yucatán [en], Terrapene yucatana (Boulenger, 1895)

As tartarugas-de-caixa têm células somáticas diploides com 50 cromossomos.

## Ecologia e comportamento

### Ciclo de vida e predação
Quando a maturidade é atingida, a chance de morte parece não aumentar com a idade. A curva de sobrevivência [en] das tartarugas-de-caixa é, portanto, provavelmente semelhante à de outras tartarugas de vida longa. O tempo médio de vida das tartarugas-de-caixa adultas é de 50 anos, enquanto uma parte significativa vive mais de 100 anos. A idade de uma tartaruga-de-caixa em crescimento na natureza não pode ser estimada com precisão pela contagem dos anéis de crescimento nos escudos; seu crescimento é diretamente afetado pela quantidade de alimentos, tipos de alimentos, água, doenças e muito mais. Os ovos da tartaruga-de-caixa são flexíveis, oblongos e têm (dependendo do táxon), em média, de 2 a 4 cm de comprimento, pesando de 5 a 11 g. O tamanho normal da ninhada é de 1 a 7 ovos. Em cativeiro e no extremo sul de sua área de distribuição, as tartarugas-de-caixa podem ter mais de uma ninhada por ano, enquanto o tamanho médio da ninhada é maior em populações mais ao norte. A fertilidade retardada foi observada em tartarugas fêmeas, durante as quais um casal de tartarugas-de-caixa acasala e a fêmea retém o esperma do macho dentro da cloaca por um período de meses ou até anos antes de fertilizar e colocar uma ninhada de ovos. As tartarugas podem se defender da predação escondendo-se, fechando a carapaça e mordendo. O risco de morte é maior em animais pequenos devido ao seu tamanho e ao casco e plastrão mais fracos. Embora o casco de uma tartaruga-de-caixa adulta raramente seja fraturado, a tartaruga-de-caixa ainda é vulnerável a ataques surpresa e a roer ou bicar persistentemente. Os predadores comuns são mamíferos como visons, gambás, guaxinins, cães e roedores, mas também pássaros (por exemplo, corvos) e cobras (por exemplo, espécies da família Colubridae e Agkistrodon piscivorus) são conhecidos por matar tartarugas-de-caixa.

### Dieta
As tartarugas-de-caixa-norte-americanas são onívoras com uma dieta variada, já que uma tartaruga-de-caixa “come basicamente qualquer coisa que possa pegar”. Os invertebrados (entre outros, insetos, minhocas, milípedes) formam o principal componente, mas a dieta também consiste em grande parte (os relatos variam de 30 a 90%) de vegetação. A dieta é complementada com frutas (entre outras, de cactos, maçãs e várias espécies de frutos silvestres) e gastrópodes (Heliosoma, Succinea [en]). Embora haja relatos de que, durante seus primeiros cinco a seis anos, as tartarugas-de-caixa sejam principalmente carnívoras e os adultos sejam principalmente herbívoros, não há base científica para essa diferença.

## Distribuição e habitat

Distribuição das quatro espécies de Terrapene.

As tartarugas-de-caixa são nativas da América do Norte. A espécie mais amplamente distribuída é a tartaruga-de-caixa comum, encontrada nos Estados Unidos (subespécies carolina, major, bauri, triunguis; partes centro-sul, leste e sudeste) e no México (subespécies yukatana e mexicana; península de Yucatán e partes do nordeste). A tartaruga-de-caixa-ornada é endêmica nas regiões centro-sul e sudoeste dos EUA (e México adjacente), enquanto a Terrapene nelsoni é endêmica apenas no noroeste do México. A Terrapene coahuila só é encontrada na Bacia de Cuatro Ciénegas (Coahuila, México).

### Habitat
Como as tartarugas-de-caixa ocupam uma grande variedade de habitats (que variam tanto no dia a dia, quanto de estação para estação e também de espécie para espécie), não é possível identificar um habitat padrão para as tartarugas-de-caixa. As florestas mésicas são um habitat onde as tartarugas-de-caixa são geralmente encontradas. A T. ornata é a única espécie encontrada regularmente em pastagens, mas sua subespécie, a Terrapene ornata luteola, também é encontrada em climas semiáridos com chuvas predominantemente no verão. O único local onde as tartarugas da espécie Terrapene coahuila são encontradas é uma região de 360 km² caracterizada por pântanos, presença permanente de água e vários tipos de cactos.
Antes da hibernação, as tartarugas-de-caixa tendem a se mover mais para dentro da mata, onde cavam uma câmara para passar o inverno. As tartarugas-de-caixa-ornadas cavam câmaras de até 50 centímetros, enquanto as tartarugas-de-caixa-orientais hibernam a uma profundidade de cerca de 10 centímetros. O local de hibernação pode estar a até 0,5 km do habitat de verão e geralmente fica próximo ao do ano anterior. Em locais mais ao sul, as tartarugas ficam ativas o ano todo, como foi observado para a T. coahuila e a T. c. major. Outras tartarugas-de-caixa em temperaturas mais altas são mais ativas (T. c. yukatana) ou apenas ativas durante as estações úmidas.

### Evolução
As tartarugas-de-caixa apareceram “abruptamente no registro fóssil, essencialmente na forma moderna”. A ausência de grandes mudanças em sua morfologia pode indicar que elas são uma espécie generalista. Portanto, é complicado estabelecer como ocorreu sua evolução a partir de outras tartarugas. Os achados mais antigos de tartarugas-de-caixa fossilizadas foram encontrados em Nebraska (EUA), datam de cerca de 15 milhões de anos atrás (no Mioceno) e se assemelham mais à espécie aquática T. coahuila, o que indica que o ancestral comum também era uma espécie aquática. Os espécimes fossilizados de T. ornata e T. carolina foram datados de cerca de 5 milhões de anos atrás e indicaram que essas linhagens principais também já divergiram no Mioceno. A única subespécie extinta reconhecida (T. c. putnami) data do Plioceno e era, com um comprimento de casco de 30 cm, muito maior do que as outras espécies.

## Interação com seres humanos

### Estado de conservação
Como o estado de conservação é definido para uma espécie e não para um gênero, existem diferenças entre as distintas espécies do gênero Terrapene. A Terrapene coahuila, por ser endêmica apenas de Coahuila, é classificada como em perigo de extinção. Embora sua área geográfica tenha sido reduzida em 40% para 360 km² nos últimos 40 a 50 anos, a população dessa espécie foi reduzida de “bem mais de 10.000” para “2.500” em 2002. A espécie mais amplamente distribuída, Terrapene carolina, é classificada como vulnerável, enquanto a Terrapene ornata está em uma categoria inferior, como quase ameaçada. Para a Terrapene nelsoni, não há informações suficientes disponíveis para classificação.
A tartaruga-de-caixa-oriental, Terrapene carolina carolina, está em declínio devido a fatores antropogênicos e doenças. Estudos documentaram relatos de infecção bacteriana necrotizante polimicrobiana. Em Illinois, mais de 50 tartarugas-de-caixa foram encontradas mortas e essa infecção foi considerada a causa. O ranavírus também pode afetar negativamente a população de tartarugas-de-caixa-orientais. A investigação contínua da doença da tartaruga-de-caixa é importante para os esforços de conservação.
Cães farejadores foram treinados para encontrar e rastrear tartarugas-de-caixa como parte dos esforços de conservação.

### Tartarugas-de-caixa como animais de estimação
A maioria das sociedades de tartarugas e cágados não recomenda as tartarugas-de-caixa como animais de estimação para crianças pequenas. As tartarugas-de-caixa são facilmente estressadas pelo manuseio excessivo e exigem mais cuidados do que geralmente se pensa. As tartarugas-de-caixa ficam estressadas quando são transferidas para um novo ambiente. Alguns espécimes vagarão sem rumo até a morte tentando encontrar seu lar original se forem removidos da área exata em que cresceram. As tartarugas-de-caixa-de-três-dedos são geralmente consideradas as melhores para serem mantidas como animais de estimação, pois são resistentes e parecem sofrer menos ao serem transferidas para um novo ambiente.

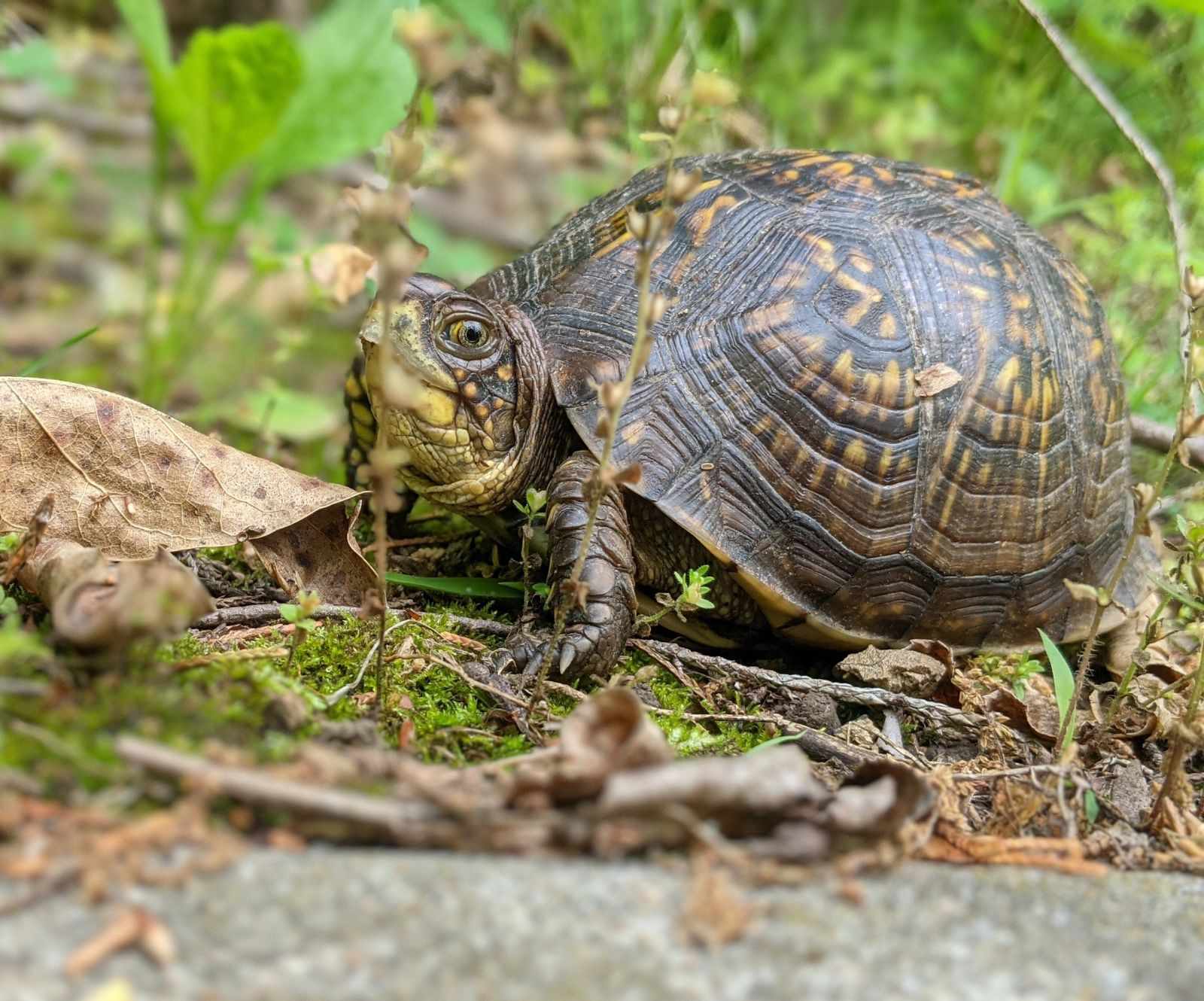
Uma tartaruga-de-caixa no Missouri

As tartarugas-de-caixa podem ser feridas por cães e gatos, portanto, deve-se tomar cuidado especial para protegê-las dos animais domésticos. As tartarugas-de-caixa precisam de um recinto ao ar livre (embora possam ficar em um recinto fechado quando necessário), exposição constante à luz e uma dieta variada. Sem isso, o crescimento da tartaruga pode ser prejudicado e seu sistema imunológico enfraquecido.
Recomenda-se a compra de tartarugas-de-caixa criadas em cativeiro (em áreas onde isso é permitido) para reduzir a pressão exercida sobre as populações selvagens. Um estudo de 3 anos no Texas indicou que mais de 7.000 tartarugas-de-caixa foram retiradas da natureza para o comércio. Um estudo semelhante na Louisiana constatou que, em um período de 41 meses, quase 30.000 tartarugas-de-caixa foram retiradas da natureza para revenda, muitas delas para exportação para a Europa. Uma vez capturadas, as tartarugas são geralmente mantidas em condições precárias, onde até metade delas morre. Aquelas que sobrevivem o suficiente para serem vendidas podem sofrer de condições como desnutrição, desidratação e infecção.
Indiana, Tennessee e outros estados proíbem a coleta de tartarugas selvagens, e muitos estados exigem uma licença para mantê-las. A reprodução é proibida em alguns estados por medo de seus possíveis efeitos prejudiciais sobre as populações selvagens.
A coleta de tartarugas-de-caixa na natureza pode prejudicar suas populações, já que essas tartarugas têm uma baixa taxa de reprodução.

### Répteis oficiais do estado
“A tartaruga observa sem ser perturbada enquanto inúmeras gerações de 'lebres' mais rápidas correm para o esquecimento rápido e, portanto, é um modelo de paciência para a humanidade e um símbolo da busca incessante do nosso Estado por objetivos grandes e elevados.”

Secretaria de Estado da Carolina do Norte
As tartarugas-de-caixa são répteis oficiais de cinco estados dos EUA. A Carolina do Norte e o Tennessee homenageiam a tartaruga-de-caixa-oriental. O Missouri nomeia a tartaruga-de-caixa-de-três-dedos como um dos símbolos do estado. O Kansas e o Nebraska homenageiam a tartaruga-de-caixa-ornada.
Na Pensilvânia, a tartaruga-de-caixa-oriental passou por uma casa da legislatura, mas não conseguiu obter a nomeação final em 2009. Na Virgínia, os projetos de lei para homenagear a tartaruga-de-caixa-oriental fracassaram em 1999 e depois em 2009. Na oposição, um legislador perguntou por que a Virgínia faria um emblema oficial de um animal que se esconde em seu casco quando assustado. O que pode ter sido mais importante na Virgínia, no entanto, foi a estreita ligação do animal com o estado vizinho, a Carolina do Norte.

## Fotos

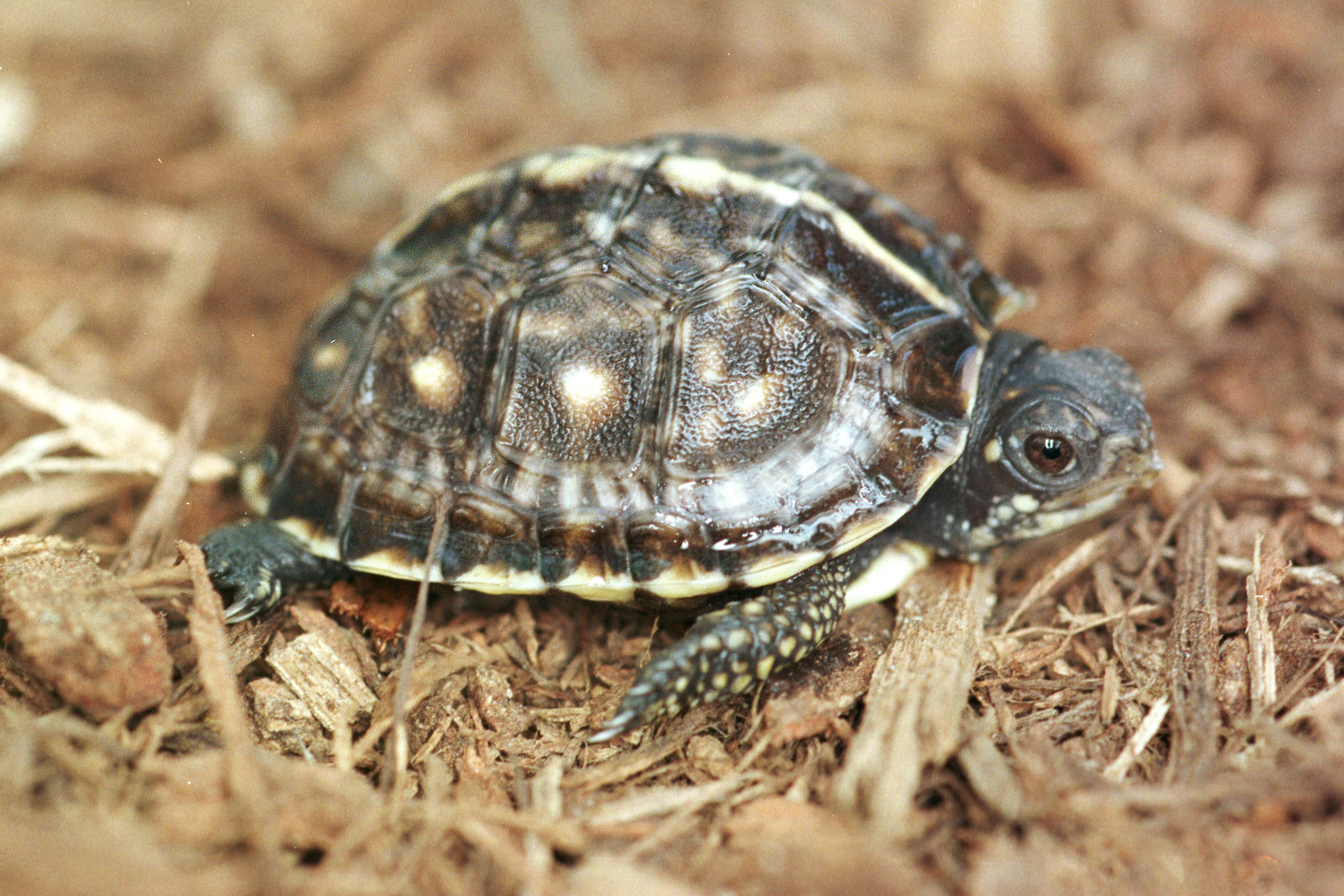
Terrapene carolina carolina (filhote).
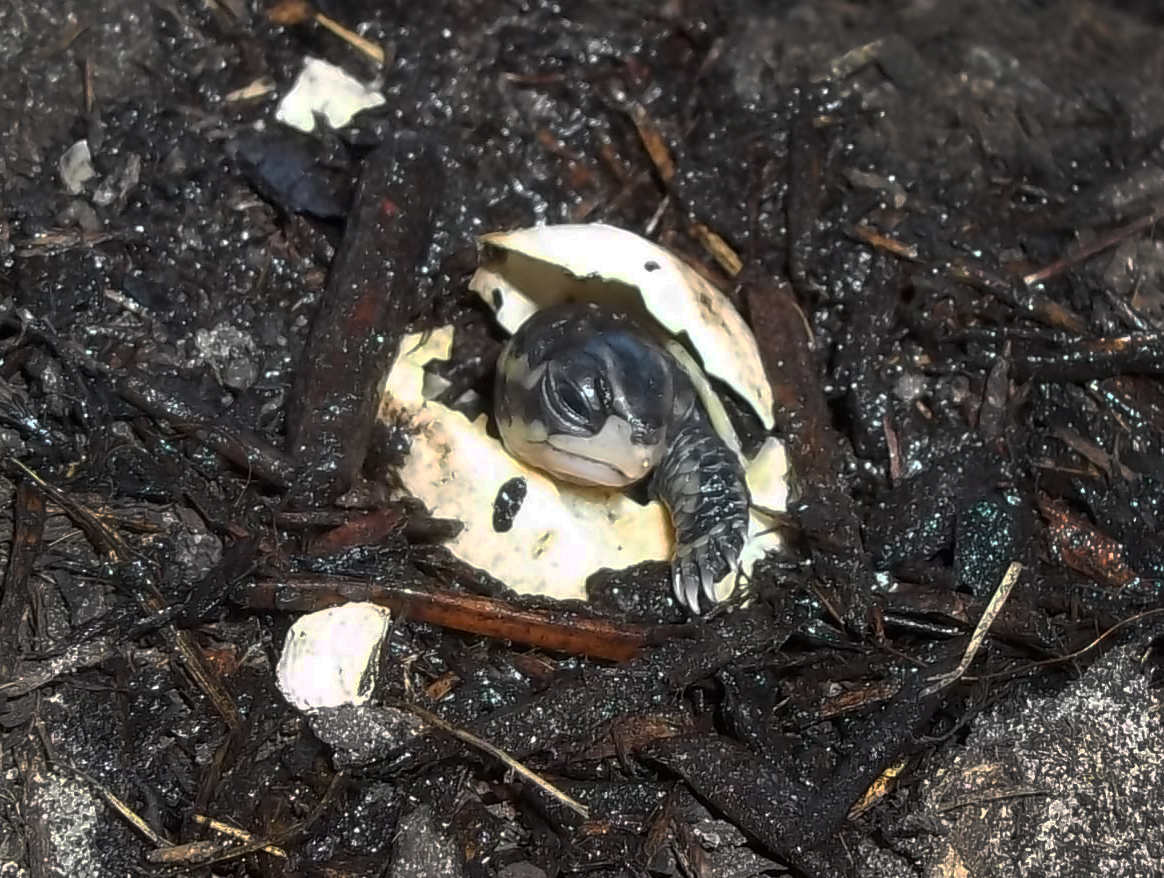
Filhote de T. c. bauri.
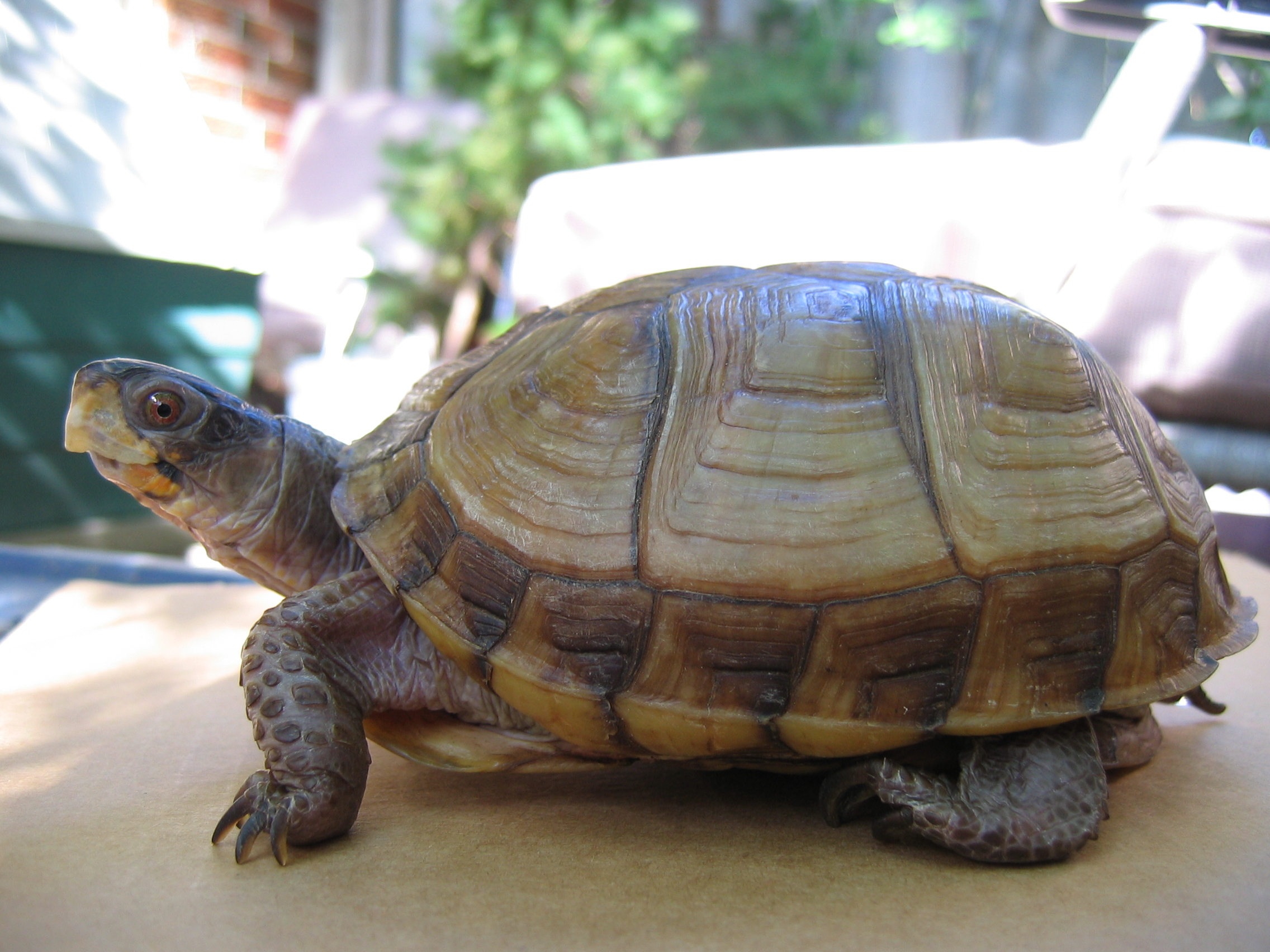
Anéis nos escudos de T. triunguis. Os anéis podem ser usados para estimar a idade das tartarugas-de-caixa em seus primeiros anos.
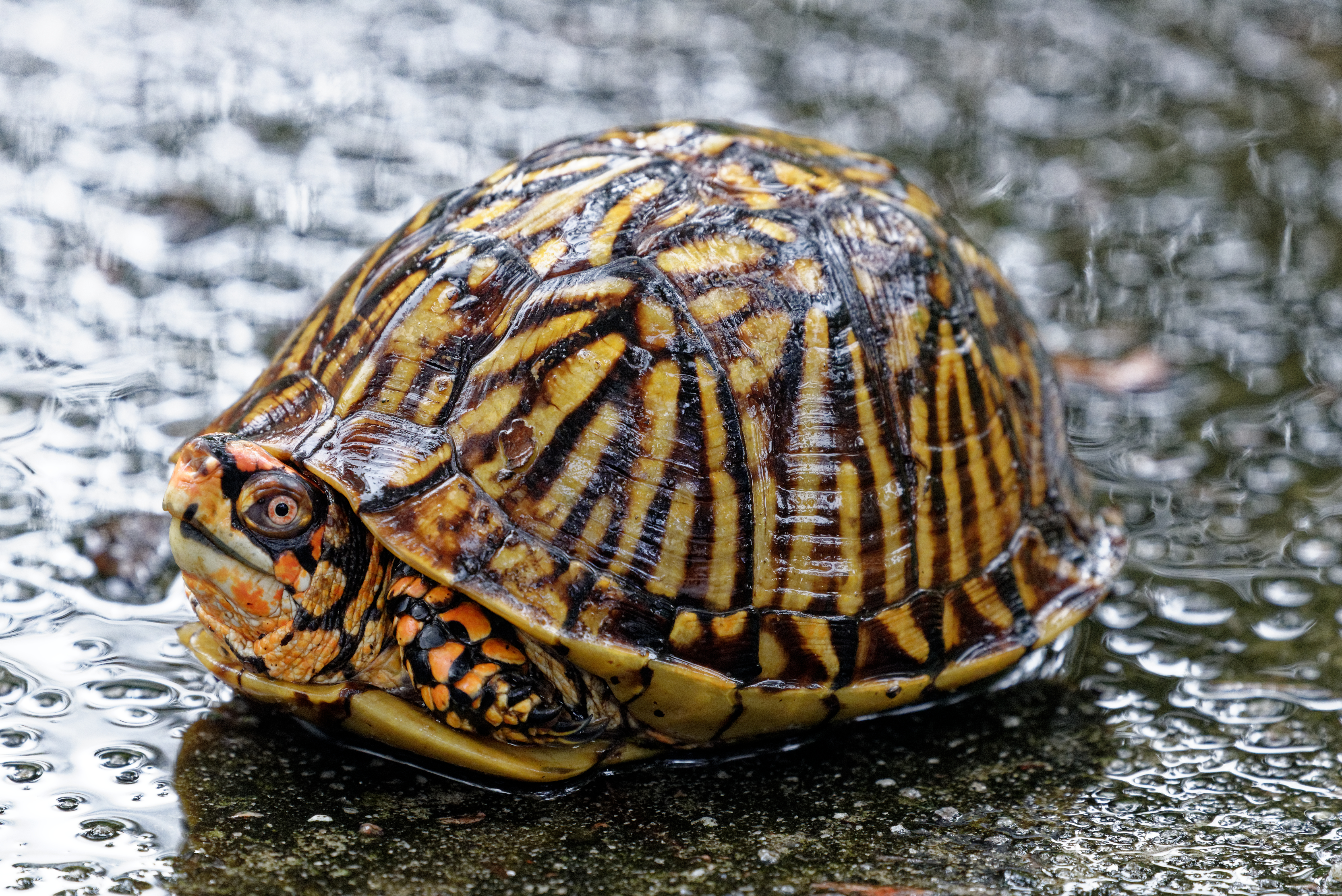
Tartaruga-de-caixa-da-Flórida no sudeste do estado da Geórgia.
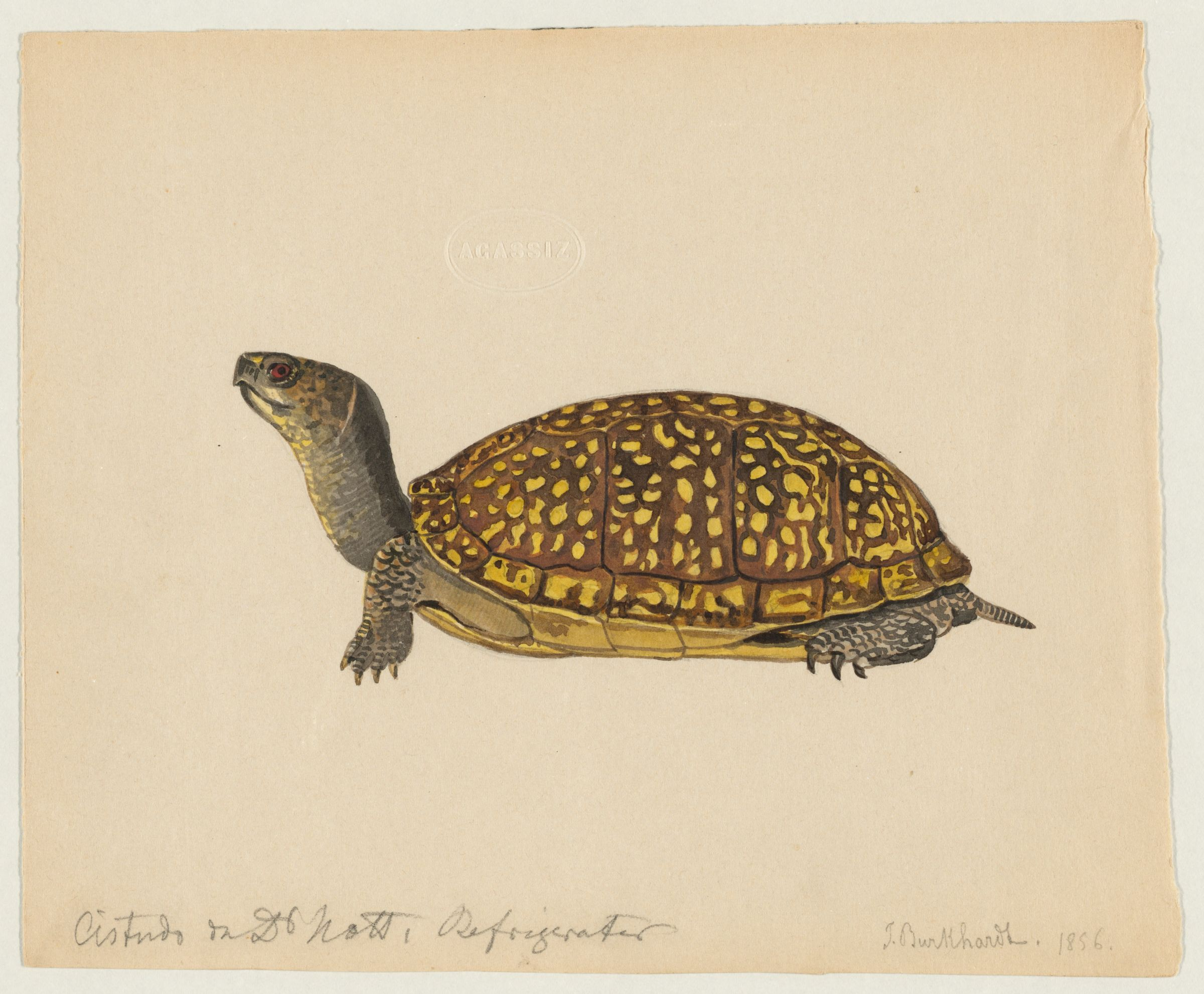
Aquarela de 1856 de uma tartaruga-de-caixa por Jacques Burkhardt.